# Hiệp hội Sắn Việt Nam
Hiệp hội Sắn Việt Nam (tiếng Anh: Vietnam Cassava Association, viết tắt VCA) là tổ chức xã hội nghề nghiệp phi lợi nhuận của những người, tổ chức và doanh nghiệp hoạt động trong lĩnh vực nghiên cứu, trồng, sản xuất, kinh doanh nguyên liệu hoặc sản phẩm liên quan đến sắn tại Việt Nam.
Hiệp hội được Bộ Nội vụ phê duyệt thành lập tại Quyết định số 103/QĐ-BNV ngày 04/01/2013, và thành lập tại Đại hội I của Hiệp hội ngày 19/06/2013. Điều lệ của hội được Bộ Nội vụ phê duyệt tại Quyết định số 912/QĐ-BNV ngày 08/08/2013.
Hiệp hội đã đưa ra nhiều đề xuất và phân tích cho chính phủ Việt Nam và các địa phương về các vấn đề liên quan đến sản xuất và kinh doanh các sản phẩm liên quan đến sắn.